# Styelicola bahusia
Styelicola bahusia är en kräftdjursart som beskrevs av Lützen 1968. Styelicola bahusia ingår i släktet Styelicola, och familjen Ascidicolidae. Arten är reproducerande i Sverige.